# Lucerne (comté de Lake, Californie)
Pour les articles homonymes, voir Lucerne (homonymie).
Lucerne est une census-designated place du comté de Lake, dans l'État de Californie, aux États-Unis,. En 2020, elle compte une population de 3 266 habitants.